# Goldbrunnen
Der Goldbrunnen ist eine Quelle im Pfälzerwald. Die Quelle ist unter der Kennung ND-7332-543 als Naturdenkmal eingestuft.

## Lage
Der Goldbrunnen befindet sich im Westen der Gemarkung der Ortsgemeinde Esthal. Sein Wasser fließt bereits kurze Zeit später in den Breitenbach, der in diesem Bereich die Grenze zwischen den Ortsgemeinden Esthal und Elmstein bildet. Östlich erstreckt sich der Michaelsberg. Entlang des Goldbrunnens verlaufen der Pfälzer Hüttensteig und ein mit einem weiß-grünen Balken gekennzeichneter Wanderweg, der von der Oberen Eselsmühle in Enkenbach-Alsenborn bis nach Maikammer führt.
Auf Höhe des Goldbrunnens befindet sich entlang des Breitenbachs die nach ihm benannte Goldbrunnenklause, die mit einigen weiteren Triftanlagen entlang besagten Wasserlaufs unter Denkmalschutz steht.